# صهريج التصالبة
 يتشكل الصهريج التصالبي كامتداد أمامي لصهريج بين السويقتين عبر التصالبة البصرية وعلى السطح العلوي من الجسم الثفني، حيث تمتد الأم العنكبوتية عبر من أحد نصفي الكرة المخية مباشرة إلى الحافة الحرة لمنجل المخ، مما يترك مساحة تحتوي الشريان المخي الأمامي. ويُسمي امتداد الصهريج بصهريج فوق التصالبة ويفصله عن الردب البصري للبطين الثالث من قبل الصفيحة الانتهائية. ونظرا لأن أحياز السحايا تمتلأ بالسائل الدماغي الشوكي فإن الصهارج لا تحظي سوى القليل من الدراسة المباشرة، ولكنها مذكورة في الحالات المرضية.

## روابط خارجية
- NIF Search - صهريج الحواشي [وصلة مكسورة] [ رابط ميت دائم ] عبر إطار معلومات علم الأعصاب[ رابط ميت دائم ]